# 鐵米爾區
49°09′36″N 56°27′36″E / 49.16000°N 56.46000°E

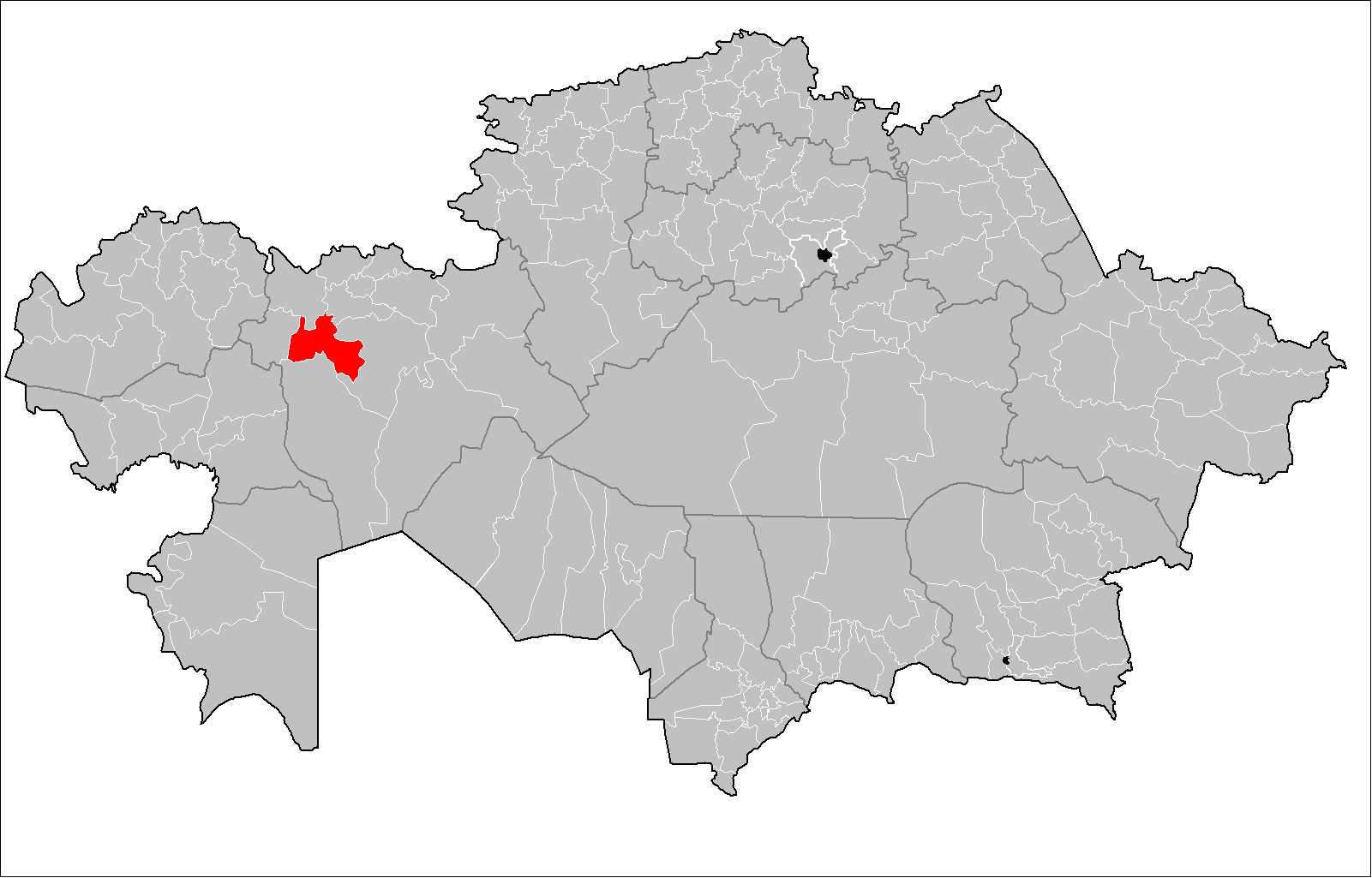

鐵米爾區是哈薩克斯坦的行政區，位於該國中西部，由阿克托貝州負責管轄，首府設於鐵米爾，始建於1972年，面積12,600平方公里，2019年人口37,740。